# Егейско-западнотурски склерофилни и смесени гори
Егейско-западнотурските склерофилни и смесени гори са екорегион в Югоизточна Европа и Югозападна Азия, част от биома на Средиземноморските гори, редколесия и храстови биоми и биогеографската област Палеарктика.
Обхваща района на Егейско море – южните и крайбрежни части на континентална Гърция с повечето острови (без Крит), западното крайбрежие на Турция, южната част от долината на Вардар в Северна Македония и Санданско-Петричката котловина в България. Климатът е средиземноморски.

## Растителност
Основните растителни съобщества в екорегиона са маките, нискохрастовите биоми и боровите гори.
Маките са храстови биоми, характеризиращи се със смесица от ниска дървесна, храстова и тревна растителност. Обичайни видове са кумарка (Arbutus unedo), гола кумарка (Arbutus andrachne), лавър (Laurus nobilis), европейска маслина (Olea europaea), рожков (Ceratonia siliqua), дървовиден пирен (Erica arborea) и спарциум (Spartium junceum), както и много ароматни растения, най-вече от семейство Lamiaceae. В маките се срещат пърнар (Quercus coccifera) и каменен дъб (Quercus ilex), които понякога образуват дъбови горички.
Нискохрастовите биоми, наричани на гръцки фригана и типични за райони с варовити почви, се характеризират от ниските ароматни храсти и треви, като чакълна млечка (Euphorbia acanthothamnos), испанска мащерка (Thymus capitatus), капела (Ballota), лавдан (Cistus), безсмъртниче (Helichrysum), фломис (Phlomis) и пламъче (Salvia).
Боровите гори обикновено са от турски бор (Pinus brutia) в Мала Азия и от алепски бор в централна Гърция и Пелопонес.

## Фауна
Характерни по-едри бозайници в екорегиона са дива свиня (Sus scrofa), червена лисица (Vulpes vulpes), златист чакал (Canis aureus), вълк (C. lupus), европейски язовец (Meles meles), див заек (Lepus europaeus), южен таралеж (Erinaceus roumanicus), източноевропейски таралеж (Erinaceus concolor), обикновена катерица (Sciurus vulgaris), персийска катерица (Sciurus anomalus) и златка (Martes martes). Рисът (Lynx lynx), дивата котка (Felis sylvestris) и кафявата мечка (Ursus arctos) днес се срещат рядко.